# Écurie
Écurie és un municipi francès situat al departament del Pas de Calais i a la regió dels Alts de França. L'any 2007 tenia 399 habitants.

## Demografia

### Població
El 2007 la població de fet d'Écurie era de 399 persones. Hi havia 160 famílies de les quals 39 eren unipersonals (12 homes vivint sols i 27 dones vivint soles), 39 parelles sense fills, 66 parelles amb fills i 16 famílies monoparentals amb fills.
La població ha evolucionat segons el següent gràfic:
Habitants censats

### Habitatges
El 2007 hi havia 166 habitatges, 158 eren l'habitatge principal de la família, 1 era una segona residència i 7 estaven desocupats. 133 eren cases i 31 eren apartaments. Dels 158 habitatges principals, 115 estaven ocupats pels seus propietaris, 39 estaven llogats i ocupats pels llogaters i 4 estaven cedits a títol gratuït; 2 tenien una cambra, 15 en tenien dues, 12 en tenien tres, 30 en tenien quatre i 100 en tenien cinc o més. 141 habitatges disposaven pel capbaix d'una plaça de pàrquing. A 68 habitatges hi havia un automòbil i a 84 n'hi havia dos o més.

### Piràmide de població
La piràmide de població per edats i sexe el 2009 era:
| Homes | Edats   | Dones |
| ----- | ------- | ----- |
| 0     | 95 o +  | 1     |
| 1     | 90 a 94 | 2     |
| 2     | 85 a 89 | 2     |
| 1     | 80 a 84 | 2     |
| 3     | 75 a 79 | 3     |
| 7     | 70 a 74 | 6     |
| 6     | 65 a 69 | 8     |
| 5     | 60 a 64 | 9     |
| 12    | 55 a 59 | 8     |
| 11    | 50 a 54 | 11    |
| 14    | 45 a 49 | 13    |
| 11    | 40 a 44 | 14    |
| 12    | 35 a 39 | 11    |
| 5     | 30 a 34 | 6     |
| 11    | 25 a 29 | 9     |
| 7     | 20 a 24 | 10    |
| 10    | 15 a 19 | 13    |
| 13    | 10 a 14 | 12    |
| 9     | 5 a 9   | 8     |
| 7     | 0 a 4   | 2     |

## Economia
El 2007 la població en edat de treballar era de 276 persones, 218 eren actives i 58 eren inactives. De les 218 persones actives 206 estaven ocupades (107 homes i 99 dones) i 13 estaven aturades (10 homes i 3 dones). De les 58 persones inactives 16 estaven jubilades, 28 estaven estudiant i 14 estaven classificades com a «altres inactius».

### Ingressos
El 2009 a Écurie hi havia 157 unitats fiscals que integraven 403 persones, la mediana anual d'ingressos fiscals per persona era de 23.357 €.

### Activitats econòmiques
Dels 12 establiments que hi havia el 2007, 1 era d'una empresa de construcció, 3 d'empreses de comerç i reparació d'automòbils, 3 d'empreses de transport, 1 d'una empresa d'hostatgeria i restauració, 1 d'una empresa financera, 2 d'empreses de serveis i 1 d'una empresa classificada com a «altres activitats de serveis».
Dels 3 establiments de servei als particulars que hi havia el 2009, 1 era un taller de reparació d'automòbils i de material agrícola, 1 paleta i 1 restaurant.
L'únic establiment comercial que hi havia el 2009 era una floristeria.
L'any 2000 a Écurie hi havia 8 explotacions agrícoles que ocupaven un total de 530 hectàrees.

## Equipaments sanitaris i escolars
El 2009 hi havia una escola elemental integrada dins d'un grup escolar amb les comunes properes formant una escola dispersa.

## Poblacions més properes
El següent diagrama mostra les poblacions més properes.